# Jednostka enzymu
Jednostka enzymu, jednostka enzymatyczna (symbol: U) – jednostka aktywności enzymów (jednostka aktywności enzymatycznej), zdefiniowana przez Komisję Enzymową w 1961 i wprowadzona w 1964 przez Komitet Nazewnictwa Międzynarodowej Unii Biochemii i Biologii Molekularnej.
Jeden U to ilość enzymu katalizująca przemianę 1 μmola substratu w czasie 1 minuty. Zwykle przyjmuje się określone warunki: temperaturę 30 °C, dane pH i maksymalne wysycenie enzymu substratem.
Ponieważ minuta nie jest jednostką SI, do określania aktywności enzymów zaleca się stosowanie katala (od 1978).
1 U = 1/60 μkat = 16,67 nkat